# Demi Schuurs
Demi Schuurs (ur. 1 sierpnia 1993 w Sittard) – holenderska tenisistka, triumfatorka wielkoszlemowych turniejów juniorskich w 2011 roku.

## Kariera tenisowa
Starty w zawodowych turniejach rozpoczęła w lipcu 2009 roku, biorąc udział w niewielkim turnieju ITF w belgijskim Bree. W turnieju singlowym wystąpiła dzięki dzikiej karcie i dotarła do drugiej rundy, w której przegrała z An-Sophie Mestach. Natomiast w turnieju deblowym (w parze z An-Sophie Mestach) dotarła do finału imprezy. Rok później na tym samym turnieju, tym razem partnerując Belgijce Sofie Oyen, odniosła zwycięstwo, pokonując w finale parę Marcella Koek i Marina Mielnikowa. W sumie na swoim koncie ma wygrany jeden turniej singlowy i dwadzieścia deblowych rangi ITF.
Największe jak dotąd sukcesy odniosła jako juniorka w 2011 roku, wygrywając dwa wielkoszlemowe turnieje juniorskie. Najpierw, w parze z An-Sophie Mestach, wygrała Australian Open, a potem, w parze z Iriną Chromaczową, US Open.
W czerwcu 2011 roku z dziką kartą zagrała w kwalifikacjach do turnieju WTA w ’s-Hertogenbosch, ale przegrała w pierwszej rundzie z Anastasiją Jakimawą.
Pierwsze zwycięstwo w zawodach deblowych rangi WTA Tour odniosła w 2015 roku w Katowicach, gdzie razem z Ysaline Bonaventure pokonały w finale Gioię Barbieri i Karin Knapp wynikiem 7:5, 4:6, 10–6. W lipcu wspólnie z Oksaną Kalasznikową triumfowały w Bukareszcie, w finale wygrywając 6:2, 6:2 z Andreeą Mitu i Patricią Marią Țig.
W 2017 roku w Kantonie razem z Elise Mertens triumfowały, w finale zwyciężając nad Monique Adamczak i Storm Sanders 6:2, 6:3.
Na początku 2018 roku w Brisbane zdobyła pierwsze trofeum rangi WTA Premier: w parze z Kiki Bertens wygrały z Andreją Klepač i Maríą José Martínez Sánchez 7:5, 6:2. Tydzień później w Hobart wspólnie z Mertens pokonały 6:2, 6:2 Ludmyłę Kiczenok i Makoto Ninomiyę.

## Historia występów wielkoszlemowych
Legenda
     W, wygrany turniej
     F, przegrana w finale
     SF, przegrana w półfinale
     QF, przegrana w ćwierćfinale
     xR, przegrana w x rundzie
     Qx, przegrana w x rundzie kwalifikacji
     A, brak startu
     NH, turniej nie odbył się

### Występy w grze pojedynczej
Demi Schuurs nigdy nie startowała w rozgrywkach gry pojedynczej podczas turniejów wielkoszlemowych.
| Sezon                  | 2010 | 2011 | 2012 | 2013 | 2014 | 2015 | 2016–2022 | 2023 |
| ---------------------- | ---- | ---- | ---- | ---- | ---- | ---- | --------- | ---- |
| Ranking na koniec roku | –    | 1103 | –    | –    | 561  | 783  | –         | 834  |

### Występy w grze podwójnej
| Australian Open        | A   | A   | A   | A   | A   | A  | 1R | 1R | 1R | 1R | 2R | SF | A  | QF | QF | 3R | 0 / 9  | 13 – 9  |  |  |  |  |  |  |  |  |  |
| French Open            | A   | A   | A   | A   | A   | A  | A  | 1R | 1R | 2R | 3R | 3R | 2R | 3R | A  | 3R | 0 / 8  | 10 – 8  |  |  |  |  |  |  |  |  |  |
| Wimbledon              | A   | A   | A   | A   | A   | A  | 1R | 3R | 3R | QF | NH | 1R | 2R | 2R | 1R |    | 0 / 8  | 9 – 8   |  |  |  |  |  |  |  |  |  |
| US Open                | A   | A   | A   | A   | A   | 1R | A  | 2R | QF | 2R | QF | 1R | QF | 2R | QF |    | 0 / 9  | 14 – 8  |  |  |  |  |  |  |  |  |  |
|                        |     |     |     |     |     |    |    |    |    |    |    |    |    |    |    |    |        |         |  |  |  |  |  |  |  |  |  |
| Ranking na koniec roku | 583 | 659 | 605 | 292 | 239 | 72 | 71 | 45 | 8  | 14 | 12 | 11 | 17 | 19 | 24 |    | 0 / 34 | 46 – 33 |  |  |  |  |  |  |  |  |  |

### Występy w grze mieszanej
| Australian Open | A | A | A | A | A | A | A | A  | 2R | 2R | A  | 1R | A  | 2R | 2R | 2R | 0 / 6  | 5 – 6   |  |  |  |  |  |  |  |  |  |
| French Open     | A | A | A | A | A | A | A | A  | QF | 1R | NH | SF | 2R | 1R | A  | 1R | 0 / 6  | 5 – 6   |  |  |  |  |  |  |  |  |  |
| Wimbledon       | A | A | A | A | A | A | A | 1R | QF | 2R | NH | 2R | 1R | A  | 1R |    | 0 / 6  | 2 – 6   |  |  |  |  |  |  |  |  |  |
| US Open         | A | A | A | A | A | A | A | A  | 1R | QF | NH | QF | 1R | QF | 1R |    | 0 / 6  | 6 – 6   |  |  |  |  |  |  |  |  |  |
|                 |   |   |   |   |   |   |   |    |    |    |    |    |    |    |    |    |        |         |  |  |  |  |  |  |  |  |  |
|                 |   |   |   |   |   |   |   |    |    |    |    |    |    |    |    |    | 0 / 24 | 18 – 24 |  |  |  |  |  |  |  |  |  |

## Finały turniejów WTA
| Legenda                     | Legenda |
| --------------------------- | ------- |
| Wielki Szlem                |         |
| Igrzyska olimpijskie        |         |
| WTA Tour Championships      |         |
| 2009 – 2020                 |         |
| WTA Premier Mandatory       |         |
| WTA Premier 5               |         |
| WTA Premier                 |         |
| WTA International Series    |         |
| WTA 125K series (2012–2020) |         |
| od 2021                     |         |
| WTA 1000 (obowiązkowe)      |         |
| WTA 1000 (nieobowiązkowe)   |         |
| WTA 500                     |         |
| WTA 250                     |         |
| WTA 125                     |         |

### Gra podwójna 37 (21–16)
| Końcowy wynik | Nr  | Data                 | Turniej          | Nawierzchnia   | Partnerka           | Przeciwniczki                              | Wynik finału      |
| ------------- | --- | -------------------- | ---------------- | -------------- | ------------------- | ------------------------------------------ | ----------------- |
| Zwyciężczyni  | 1.  | 12 kwietnia 2015     | Katowice         | Twarda (hala)  | Ysaline Bonaventure | Gioia Barbieri Karin Knapp                 | 7:5, 4:6, 10–6    |
| Zwyciężczyni  | 2.  | 19 lipca 2015        | Bukareszt        | Ceglana        | Oksana Kalasznikowa | Andreea Mitu Patricia Maria Țig            | 6:2, 6:2          |
| Finalistka    | 1.  | 1 października 2016  | Taszkent         | Twarda         | Renata Voráčová     | Raluca Olaru İpek Soylu                    | 5:7, 3:6          |
| Finalistka    | 2.  | 7 stycznia 2017      | Auckland         | Twarda         | Renata Voráčová     | Kiki Bertens Johanna Larsson               | 2:6, 2:6          |
| Finalistka    | 3.  | 17 czerwca 2017      | ’s-Hertogenbosch | Trawiasta      | Kiki Bertens        | Dominika Cibulková Kirsten Flipkens        | 6:4, 4:6, 6–10    |
| Finalistka    | 4.  | 23 lipca 2017        | Bukareszt        | Ceglana        | Elise Mertens       | Irina-Camelia Begu Raluca Olaru            | 3:6, 3:6          |
| Zwyciężczyni  | 3.  | 23 września 2017     | Kanton           | Twarda         | Elise Mertens       | Monique Adamczak Storm Sanders             | 6:2, 6:3          |
| Zwyciężczyni  | 4.  | 6 stycznia 2018      | Brisbane         | Twarda         | Kiki Bertens        | Andreja Klepač María José Martínez Sánchez | 7:5, 6:2          |
| Zwyciężczyni  | 5.  | 13 stycznia 2018     | Hobart           | Twarda         | Elise Mertens       | Ludmyła Kiczenok Makoto Ninomiya           | 6:2, 6:2          |
| Zwyciężczyni  | 6.  | 20 maja 2018         | Rzym             | Ceglana        | Ashleigh Barty      | Andrea Sestini Hlaváčková Barbora Strýcová | 6:3, 6:4          |
| Zwyciężczyni  | 7.  | 26 maja 2018         | Norymberga       | Ceglana        | Katarina Srebotnik  | Kirsten Flipkens Johanna Larsson           | 3:6, 6:3, 10–7    |
| Zwyciężczyni  | 8.  | 16 czerwca 2018      | Rosmalen         | Trawiasta      | Elise Mertens       | Kiki Bertens Kirsten Flipkens              | 3:3 krecz         |
| Finalistka    | 5.  | 24 czerwca 2018      | Birmingham       | Trawiasta      | Elise Mertens       | Tímea Babos Kristina Mladenovic            | 6:4, 3:6, 8–10    |
| Zwyciężczyni  | 9.  | 12 sierpnia 2018     | Montreal         | Twarda         | Ashleigh Barty      | Latisha Chan Jekatierina Makarowa          | 4:6, 6:3, 10–8    |
| Finalistka    | 6.  | 18 sierpnia 2018     | Cincinnati       | Twarda         | Elise Mertens       | Lucie Hradecká Jekatierina Makarowa        | 2:6, 5:7          |
| Zwyciężczyni  | 10. | 29 września 2018     | Wuhan            | Twarda         | Elise Mertens       | Andrea Sestini Hlaváčková Barbora Strýcová | 6:3, 6:3          |
| Finalistka    | 7.  | 16 lutego 2019       | Doha             | Twarda         | Anna-Lena Grönefeld | Chan Hao-ching Latisha Chan                | 1:6, 6:3, 6–10    |
| Finalistka    | 8.  | 19 maja 2019         | Rzym             | Ceglana        | Anna-Lena Grönefeld | Wiktoryja Azaranka Ashleigh Barty          | 6:4, 0:6, 3–10    |
| Finalistka    | 9.  | 23 czerwca 2019      | Birmingham       | Trawiasta      | Anna-Lena Grönefeld | Hsieh Su-wei Barbora Strýcová              | 4:6, 7:6(4), 8–10 |
| Finalistka    | 10. | 11 sierpnia 2019     | Toronto          | Twarda         | Anna-Lena Grönefeld | Barbora Krejčíková Kateřina Siniaková      | 5:7, 0:6          |
| Finalistka    | 11. | 19 sierpnia 2019     | Cincinnati       | Twarda         | Anna-Lena Grönefeld | Andreja Klepač Lucie Hradecká              | 4:6, 1:6          |
| Zwyciężczyni  | 11. | 29 sierpnia 2020     | Nowy Jork        | Twarda         | Květa Peschke       | Nicole Melichar Xu Yifan                   | 6:1, 4:6, 10–4    |
| Zwyciężczyni  | 12. | 26 września 2020     | Strasburg        | Ceglana        | Nicole Melichar     | Hayley Carter Luisa Stefani                | 6:4, 6:3          |
| Zwyciężczyni  | 13. | 5 marca 2021         | Doha             | Twarda         | Nicole Melichar     | Jeļena Ostapenko Monica Niculescu          | 6:2, 2:6, 10–8    |
| Zwyciężczyni  | 14. | 11 kwietnia 2021     | Charleston       | Ceglana        | Nicole Melichar     | Marie Bouzková Lucie Hradecká              | 6:2, 6:4          |
| Finalistka    | 12. | 8 maja 2021          | Madryt           | Ceglana        | Gabriela Dabrowski  | Barbora Krejčíková Kateřina Siniaková      | 4:6, 3:6          |
| Finalistka    | 13. | 20 czerwca 2021      | Berlin           | Trawiasta      | Nicole Melichar     | Wiktoryja Azaranka Aryna Sabalenka         | 6:4, 5:7, 4–10    |
| Finalistka    | 14. | 26 czerwca 2021      | Eastbourne       | Trawiasta      | Nicole Melichar     | Shūko Aoyama Ena Shibahara                 | 1:6, 4:6          |
| Zwyciężczyni  | 15. | 24 kwietnia 2022     | Stuttgart        | Ceglana (hala) | Desirae Krawczyk    | Coco Gauff Zhang Shuai                     | 6:3, 6:4          |
| Finalistka    | 15. | 7 maja 2022          | Madryt           | Ceglana        | Desirae Krawczyk    | Gabriela Dabrowski Giuliana Olmos          | 6:7(1), 7:5, 7–10 |
| Zwyciężczyni  | 16. | 23 kwietnia 2023     | Stuttgart        | Ceglana (hala) | Desirae Krawczyk    | Nicole Melichar-Martinez Giuliana Olmos    | 6:4, 6:1          |
| Zwyciężczyni  | 17. | 1 lipca 2023         | Eastbourne       | Trawiasta      | Desirae Krawczyk    | Nicole Melichar-Martinez Ellen Perez       | 6:2, 6:4          |
| Finalistka    | 16. | 13 sierpnia 2023     | Montreal         | Twarda         | Desirae Krawczyk    | Shūko Aoyama Ena Shibahara                 | 4:6, 6:4, 11–13   |
| Zwyciężczyni  | 18. | 17 lutego 2024       | Doha             | Twarda         | Luisa Stefani       | Caroline Dolehide Desirae Krawczyk         | 6:4, 6:2          |
| Zwyciężczyni  | 19. | 20 października 2024 | Ningbo           | Twarda         | Yuan Yue            | Nicole Melichar-Martinez Ellen Perez       | 6:3, 6:3          |
| Zwyciężczyni  | 20. | 15 marca 2025        | Indian Wells     | Twarda         | Asia Muhammad       | Tereza Mihalíková Olivia Nicholls          | 6:2, 7:6(4)       |
| Zwyciężczyni  | 21. | 15 czerwca 2025      | Londyn           | Trawiasta      | Asia Muhammad       | Anna Danilina Diana Sznajder               | 7:5, 6:7(3), 10–4 |

## Występy w Turnieju Mistrzyń

### W grze podwójnej
| Rok  | Rezultat              | Partnerka                | Przeciwniczki                                                                              | Wynik                      |
| 2018 | Ćwierćfinał           | Elise Mertens            | Ashleigh Barty Coco Vandeweghe                                                             | 1:6, 4:6                   |
| 2019 | Półfinał              | Anna-Lena Grönefeld      | Hsieh Su-wei Barbora Strýcová                                                              | 1:6, 2:6                   |
| 2021 | Półfinał              | Nicole Melichar-Martinez | Barbora Krejčíková Kateřina Siniaková                                                      | 6:3, 3:6, 6–10             |
| 2022 | Półfinał              | Desirae Krawczyk         | Wieronika Kudiermietowa Elise Mertens                                                      | 1:6, 1:6                   |
| 2023 | Faza grupowa          | Desirae Krawczyk         | Shūko Aoyama Ena Shibahara Storm Hunter Elise Mertens Nicole Melichar-Martinez Ellen Perez | 5:7, 2:6 2:6, 3:6 2:6, 5:7 |
| 2024 | Zawodniczki rezerwowe | Luisa Stefani            | nie wystąpiły                                                                              | nie wystąpiły              |

## Historia występów w turniejach WTA
| W  | = zwycięstwo                   |
| F  | = finał                        |
| SF | = półfinał                     |
| QF | = ćwierćfinał                  |
| xR | = x runda (x – numer rundy)    |
| LQ | = odpadła w kwalifikacjach     |
| A  | = nie uczestniczyła w turnieju |
| NH | = turniej nie odbywał się      |

| a    | Uwzględniono tylko mecze rozegrane w głównej drabince turnieju.                                                                                     |
| b    | Uwzględniono tylko turnieje, w których zawodniczka wystąpiła.                                                                                       |
|      | |
| c    | Statystyki całej kariery uwzględniają wyniki w turniejach WTA, ITF, kwalifikacjach do tych turniejów oraz spotkania rozegrane w Pucharze Federacji. |
|      | |
| Q    | Do turnieju głównego dostała się przez kwalifikacje.                                                                                                |
| P5   | Turniej w danym roku miał rangę WTA Premier 5. |
| P    | Turniej w danym roku miał rangę WTA Premier |
| 1000 | Turniej w danym roku miał rangę WTA 1000. |
| 500  | Turniej w danym roku miał rangę WTA 500. |

### W grze pojedynczej
| Dubaj            | Premier 5/Premier | A             | A             | P             | P             | P             | A             | P             | A             | P             | A             | P             | A             | 500           | A             | 0 / 0 | 0 – 0 |
| Doha             | Premier 5/Premier | P             | P             | A             | A             | A             | P             | A             | P             | A             | P             | A             | 500           | A             | 500           | 0 / 0 | 0 – 0 |
| Indian Wells     | Premier Mandatory | A             | A             | A             | A             | A             | A             | A             | A             | A             | A             | NH            | A             | A             | A             | 0 / 0 | 0 – 0 |
| Miami            | Premier Mandatory | A             | A             | A             | A             | A             | A             | A             | A             | A             | A             | NH            | A             | A             | A             | 0 / 0 | 0 – 0 |
| Madryt           | Premier Mandatory | A             | A             | A             | A             | A             | A             | A             | A             | A             | A             | NH            | A             | A             | A             | 0 / 0 | 0 – 0 |
| Rzym             | Premier 5         | A             | A             | A             | A             | A             | A             | A             | A             | A             | A             | A             | A             | A             | A             | 0 / 0 | 0 – 0 |
| Montreal/Toronto | Premier 5         | A             | A             | A             | A             | A             | A             | A             | A             | LQ            | A             | NH            | LQ            | A             | A             | 0 / 0 | 0 – 0 |
| Cincinnati       | Premier 5         | A             | A             | A             | A             | A             | A             | A             | A             | A             | A             | A             | A             | A             | A             | 0 / 0 | 0 – 0 |
| Guadalajara      | –                 | Nie rozegrano | Nie rozegrano | Nie rozegrano | Nie rozegrano | Nie rozegrano | Nie rozegrano | Nie rozegrano | Nie rozegrano | Nie rozegrano | Nie rozegrano | Nie rozegrano | Nie rozegrano | A             | 1R            | 0 / 1 | 0 – 1 |
| Tokio/ Wuhan     | Premier 5         | A             | A             | A             | A             | A             | A             | A             | A             | A             | A             | Nie rozegrano | Nie rozegrano | Nie rozegrano | Nie rozegrano | 0 / 0 | 0 – 0 |
| Pekin            | Premier Mandatory | A             | A             | A             | A             | A             | A             | A             | A             | A             | A             | Nie rozegrano | Nie rozegrano | Nie rozegrano | A             | 0 / 0 | 0 – 0 |
|                  |                   |               |               |               |               |               |               |               |               |               |               |               |               |               |               | 0 / 1 | 0 – 1 |

### W grze podwójnej
| Turniej                    | Kategoria do 2020          | 2010                       | 2011                       | 2012                       | 2013                       | 2014                       | 2015                       | 2016                       | 2017                       | 2018                       | 2019                       | 2020                       | 2021                       | 2022                       | 2023                       | 2024                       | 2025                       | Tytuły                     | Z–Pa                       |                            |                            |                            |
| Mistrzostwa kończące sezon | Mistrzostwa kończące sezon | Mistrzostwa kończące sezon | Mistrzostwa kończące sezon | Mistrzostwa kończące sezon | Mistrzostwa kończące sezon | Mistrzostwa kończące sezon | Mistrzostwa kończące sezon | Mistrzostwa kończące sezon | Mistrzostwa kończące sezon | Mistrzostwa kończące sezon | Mistrzostwa kończące sezon | Mistrzostwa kończące sezon | Mistrzostwa kończące sezon | Mistrzostwa kończące sezon | Mistrzostwa kończące sezon | Mistrzostwa kończące sezon | Mistrzostwa kończące sezon | Mistrzostwa kończące sezon | Mistrzostwa kończące sezon | Mistrzostwa kończące sezon | Mistrzostwa kończące sezon | Mistrzostwa kończące sezon |
| -------------------------- | -------------------------- | -------------------------- | -------------------------- | -------------------------- | -------------------------- | -------------------------- | -------------------------- | -------------------------- | -------------------------- | -------------------------- | -------------------------- | -------------------------- | -------------------------- | -------------------------- | -------------------------- | -------------------------- | -------------------------- | -------------------------- | -------------------------- | -------------------------- | -------------------------- | -------------------------- |
| WTA Finals                 | WTA Finals                 | A                          | A                          | A                          | A                          | A                          | A                          | A                          | A                          | QF                         | SF                         | NH                         | SF                         | SF                         | RR                         | Alt                        |                            | 0 / 5                      | 6 – 10                     |                            |                            |                            |
| Turnieje WTA 1000          |                            |                            |                            |                            |                            |                            |                            |                            |                            |                            |                            |                            |                            |                            |                            |                            |                            |                            |                            |                            |                            |                            |
| Dubaj                      | Premier 5/Premier          | A                          | A                          | P                          | P                          | P                          | A                          | P                          | A                          | P                          | QF                         | P                          | QF                         | 500                        | SF                         | 1R                         | 2R                         | 0 / 5                      | 6 – 5                      |                            |                            |                            |
| Doha                       | Premier 5/Premier          | P                          | P                          | A                          | A                          | A                          | P                          | A                          | P                          | 2R                         | P                          | 1R                         | 500                        | 1R                         | 500                        | W                          | 2R                         | 1 / 5                      | 7 – 4                      |                            |                            |                            |
| Indian Wells               | Premier Mandatory          | A                          | A                          | A                          | A                          | A                          | A                          | A                          | A                          | 2R                         | 1R                         | NH                         | 2R                         | 2R                         | 2R                         | QF                         | W                          | 1 / 7                      | 11 – 6                     |                            |                            |                            |
| Miami                      | Premier Mandatory          | A                          | A                          | A                          | A                          | A                          | A                          | A                          | 1R                         | SF                         | 2R                         | NH                         | 1R                         | 1R                         | 1R                         | 1R                         | 1R                         | 0 / 8                      | 5 – 8                      |                            |                            |                            |
| Madryt                     | Premier Mandatory          | A                          | A                          | A                          | A                          | A                          | A                          | A                          | A                          | 1R                         | QF                         | NH                         | F                          | F                          | 1R                         | 2R                         | 1R                         | 0 / 7                      | 11 – 6                     |                            |                            |                            |
| Rzym                       | Premier 5                  | A                          | A                          | A                          | A                          | A                          | A                          | A                          | A                          | W                          | F                          | 2R                         | 2R                         | SF                         | SF                         | 1R                         | QF                         | 1 / 8                      | 15 – 7                     |                            |                            |                            |
| Montreal/Toronto           | Premier 5                  | A                          | A                          | A                          | A                          | A                          | A                          | A                          | A                          | W                          | F                          | NH                         | 2R                         | QF                         | F                          | 1R                         |                            | 1 / 6                      | 14 – 5                     |                            |                            |                            |
| Cincinnati                 | Premier 5                  | A                          | A                          | A                          | A                          | A                          | A                          | A                          | 1R                         | F                          | F                          | W                          | QF                         | SF                         | QF                         | QF                         |                            | 1 / 8                      | 19 – 7                     |                            |                            |                            |
| Guadalajara                | –                          | Nie rozegrano              | Nie rozegrano              | Nie rozegrano              | Nie rozegrano              | Nie rozegrano              | Nie rozegrano              | Nie rozegrano              | Nie rozegrano              | Nie rozegrano              | Nie rozegrano              | Nie rozegrano              | Nie rozegrano              | 2R                         | A                          | 500                        |                            | 0 / 1                      | 1 – 1                      |                            |                            |                            |
| Tokio/ Wuhan               | Premier 5                  | A                          | A                          | A                          | A                          | A                          | A                          | A                          | 1R                         | W                          | SF                         | Nie rozegrano              | Nie rozegrano              | Nie rozegrano              | Nie rozegrano              | 1R                         |                            | 1 / 4                      | 7 – 3                      |                            |                            |                            |
| Pekin                      | Premier Mandatory          | A                          | A                          | A                          | A                          | A                          | A                          | A                          | 2R                         | SF                         | QF                         | Nie rozegrano              | Nie rozegrano              | Nie rozegrano              | 1R                         | 1R                         |                            | 0 / 5                      | 5 – 5                      |                            |                            |                            |
|                            |                            |                            |                            |                            |                            |                            |                            |                            |                            |                            |                            |                            |                            |                            |                            |                            |                            | 6 / 64                     | 101 – 57                   |                            |                            |                            |

## Finały turniejów ITF
| turnieje z pulą nagród 100 000 $   |
| turnieje z pulą nagród 75/80 000 $ |
| turnieje z pulą nagród 50/60 000 $ |
| turnieje z pulą nagród 25 000 $    |
| turnieje z pulą nagród 15 000 $    |
| turnieje z pulą nagród 10 000 $    |

### Gra pojedyncza 2 (1–1)
| Rezultat     |    | Data       | Turniej        | ($)    | Naw.    | Przeciwniczka      | Wynik         |
| Finalistka   | 1. | 21/10/2012 | Antalya        | 10 000 | Ceglana | Olha Janczuk       | 2:6, 6:2, 3:6 |
| Zwyciężczyni | 1. | 02/03/2014 | Szarm el-Szejk | 10 000 | Twarda  | Emily Webley-Smith | 6:4, 6:2      |

### Gra podwójna 27 (20–7)
| Rezultat     |     | Data       | Turniej             | ($)     | Naw.           | Partnerka              | Przeciwniczki                             | Wynik             |
| Finalistka   | 1.  | 02/08/2009 | Bree                | 10 000  | Ceglana        | An-Sophie Mestach      | Kiki Bertens Quirine Lemoine              | 1:6, 0:6          |
| Zwyciężczyni | 1.  | 01/08/2010 | Bree                | 10 000  | Ceglana        | Sofie Oyen             | Marcella Koek Marina Mielnikowa           | 6:0, 6:1          |
| Zwyciężczyni | 2.  | 22/08/2010 | Middelkerke         | 10 000  | Twarda         | Quirine Lemoine        | Alison Van Uytvanck Irina Chromaczowa     | 3:6, 6:4, 10–4    |
| Zwyciężczyni | 3.  | 27/03/2011 | Antalya             | 10 000  | Ceglana        | Iłona Kremień          | Martina Gledaczewa Izabełła Szinikowa     | 3:6, 7:6(3), 10–8 |
| Zwyciężczyni | 4.  | 06/04/2012 | Tessenderlo         | 25 000  | Ceglana (hala) | Maryna Zanewśka        | Tatjana Maria Stephanie Vogt              | 6:4, 6:3          |
| Zwyciężczyni | 5.  | 14/07/2013 | Aschaffenburg       | 25 000  | Ceglana        | Eva Wacanno            | Carolin Daniels Laura Schaeder            | 7:5, 1:6, 14–12   |
| Zwyciężczyni | 6.  | 27/07/2013 | Maaseik             | 10 000  | Ceglana        | Eva Wacanno            | Bernice Van De Velde Kelly Versteeg       | 6:2, 4:6, 10–7    |
| Zwyciężczyni | 7.  | 01/09/2013 | Rotterdam           | 10 000  | Ceglana        | Amandine Hesse         | Elke Lemmens Jewgienija Paszkowa          | 3:6, 7:5, 10–4    |
| Finalistka   | 2.  | 08/09/2013 | Alphen aan den Rijn | 25 000  | Ceglana        | Eva Wacanno            | Cindy Burger Daniela Seguel               | 4:6, 1:6          |
| Zwyciężczyni | 8.  | 17/11/2013 | Bol                 | 10 000  | Ceglana        | Barbora Krejčíková     | Vivien Juhászová Tereza Malíková          | 6:2, 6:4          |
| Zwyciężczyni | 9.  | 15/12/2013 | Madryt              | 25 000  | Twarda         | Eva Wacanno            | Elica Kostowa Jewgienija Rodina           | 6:1, 6:2          |
| Finalistka   | 3.  | 22/02/2014 | Szarm el-Szejk      | 10 000  | Twarda         | Zarah Razafimahatratra | Jewgienija Paszkowa Ana Veselinović       | 2:6, 1:6          |
| Finalistka   | 4.  | 27/06/2014 | Breda               | 15 000  | Ceglana        | Eva Wacanno            | Nateła Dzałamidze Swiatłana Pirażenka     | 4:6, 1:6          |
| Finalistka   | 5.  | 10/08/2014 | Koksijde            | 25 000  | Ceglana        | Bernarda Pera          | Ysaline Bonaventure Richèl Hogenkamp      | 4:6, 4:6          |
| Zwyciężczyni | 10. | 24/08/2014 | Wanfercée-Baulet    | 15 000  | Ceglana        | Elise Mertens          | Tatiana Búa Daniela Seguel                | 6:2, 6:3          |
| Zwyciężczyni | 11. | 30/08/2014 | Fleurus             | 25 000  | Ceglana        | Arantxa Rus            | Hilda Melander Marina Mielnikowa          | 6:4, 6:1          |
| Zwyciężczyni | 12. | 15/11/2014 | Szarm el-Szejk      | 25 000  | Twarda         | Marie Benoît           | Walentina Iwachnienko Polina Monowa       | 6:4, 7:5          |
| Zwyciężczyni | 13. | 07/12/2014 | Susa                | 10 000  | Twarda         | Kelly Versteeg         | Vivien Juhászová Tereza Malíková          | 6:3, 6:0          |
| Zwyciężczyni | 14. | 08/02/2015 | Grenoble            | 25 000  | Twarda (hala)  | Hiroko Kuwata          | Manon Arcangioli Cindy Burger             | 6:1, 6:3          |
| Zwyciężczyni | 15. | 27/02/2015 | Beinasco            | 25 000  | Ceglana (hala) | Daniela Seguel         | Xenia Knoll Alice Matteucci               | 6:4, 4:6, 11–9    |
| Finalistka   | 6.  | 21/06/2015 | Ilkley              | 50 000  | Trawiasta      | An-Sophie Mestach      | Raluca Olaru Xu Yifan                     | 3:6, 4:6          |
| Zwyciężczyni | 16. | 07/08/2015 | Koksijde            | 25 000  | Ceglana        | Elise Mertens          | Justyna Jegiołka Sherazad Reix            | 6:3, 6:2          |
| Finalistka   | 7.  | 30/04/2016 | Wiesbaden           | 25 000  | Ceglana        | Steffi Distelmans      | Marie Benoît Arantxa Rus                  | 2:6, 2:6          |
| Zwyciężczyni | 17. | 08/05/2016 | Cagnes-sur-Mer      | 100 000 | Ceglana        | Andreea Mitu           | Xenia Knoll Aleksandra Krunić             | 6:4, 7:5          |
| Zwyciężczyni | 18. | 13/05/2016 | Saint-Gaudens       | 50 000  | Ceglana        | Renata Voráčová        | Nicola Geuer Viktorija Golubic            | 6:1, 6:2          |
| Zwyciężczyni | 19. | 30/07/2016 | Praga               | 75 000  | Ceglana        | Renata Voráčová        | Sílvia Soler Espinosa Sara Sorribes Tormo | 7:5, 3:6, 10–4    |
| Zwyciężczyni | 20. | 12/08/2016 | Koksijde            | 25 000  | Ceglana        | Steffi Distelmans      | Başak Eraydın Iłona Kremień               | 6:1, 6:4          |

## Występy w igrzyskach olimpijskich

### Gra podwójna
| Runda                                                                     | Partnerka        | Przeciwniczki                                                          | Wynik             |
| ------------------------------------------------------------------------- | ---------------- | ---------------------------------------------------------------------- | ----------------- |
|                                                                           |                  |                                                                        |                   |
| Letnie Igrzyska Olimpijskie w Tokio 2020, reprezentując państwo Holandia  |                  |                                                                        |                   |
| I runda                                                                   | Kiki Bertens [3] | Francja: Caroline Garcia / Kristina Mladenovic                         | 7:6(4), 5:7, 11–9 |
| II runda                                                                  | Kiki Bertens [3] | Rosyjski Komitet Olimpijski: Wieronika Kudiermietowa / Jelena Wiesnina | 2:6, 6:3, 7–10    |
|                                                                           |                  |                                                                        |                   |
| Letnie Igrzyska Olimpijskie w Paryżu 2024, reprezentując państwo Holandia |                  |                                                                        |                   |
| I runda                                                                   | Arantxa Rus      | Francja: Diane Parry / Caroline Garcia                                 | 7:6(2), 3:6, 4–10 |

### Gra mieszana
| Runda                                                                     | Partner        | Przeciwnicy                                        | Wynik             |
| ------------------------------------------------------------------------- | -------------- | -------------------------------------------------- | ----------------- |
|                                                                           |                |                                                    |                   |
| Letnie Igrzyska Olimpijskie w Paryżu 2024, reprezentując państwo Holandia |                |                                                    |                   |
| I runda                                                                   | Wesley Koolhof | Grecja: Maria Sakari / Stefanos Tsitsipas [4]      | 6:4, 7:6(3)       |
| Ćwierćfinał                                                               | Wesley Koolhof | Włochy: Sara Errani / Andrea Vavassori             | 6:7(4), 6:3, 11–9 |
| Półfinał                                                                  | Wesley Koolhof | Chiny: Wang Xinyu / Zhang Zhizhen [Alt]            | 6:2, 4:6, 4–10    |
| O brązowy medal                                                           | Wesley Koolhof | Kanada: Gabriela Dabrowski / Félix Auger-Aliassime | 3:6, 6:7(2)       |

## Finały juniorskich turniejów wielkoszlemowych

### Gra podwójna (4)
| Końcowy wynik | Rok  | Turniej         | Nawierzchnia | Partnerka         | Przeciwniczki                     | Wynik finału   |
| Zwyciężczyni  | 2011 | Australian Open | Twarda       | An-Sophie Mestach | Eri Hozumi Miyu Katō              | 6:2, 6:3       |
| Finalistka    | 2011 | French Open     | Ceglana      | Wiktorija Kan     | Irina Chromaczowa Maryna Zanewśka | 4:6, 5:7       |
| Finalistka    | 2011 | Wimbledon       | Trawiasta    | Tang Haochen      | Eugenie Bouchard Grace Min        | 7:5, 2:6, 5:7  |
| Zwyciężczyni  | 2011 | US Open         | Twarda       | Irina Chromaczowa | Gabrielle Andrews Taylor Townsend | 6:4, 5:7, 10–5 |